# N26 (banka)
N26 je německá internetová banka, která se do července 2016 jmenovala Number 26. Sídlí v Berlíně a služby poskytuje v celé eurozóně s výjimkou Litvy, Lotyšska, Kypru a Malty. Než získala vlastní bankovní licenci, spolupracovala s německou bankou Wirecard Bank AG. Výhodou je, že vklady občanů EU jsou chráněny stejně jako v běžné bance.

## Historie
Banka vznikla jako startup ve spolupráci ve Vídni narozených Valentina Stalfa a Maximiliana Tayenthalse s firmou Papayer GmbH. Službu banka spustila v roce 2015 v Německu a Rakousku, později ji rozšířila do Řecka, Španělska, Francie, Irska a Itálie. Od roku 2017 působí na Slovensku.
V červenci 2016 se s nevolí zákazníků setkalo rozhodnutí banky zrušit několik stovek účtů, ze kterých se vybíralo příliš často. Brzy poté byly původně neomezené výběry zdarma omezeny na  pouze 3–5 měsíčně. V listopadu téhož roku pak banka klienty požádala, aby své účty pod novým číslem IBAN převedli do infrastruktury N26 a původní účty Wirecard byly zrušeny.
V červenci 2019 měla banka 3,5 miliónu zákazníků.

## Produkty

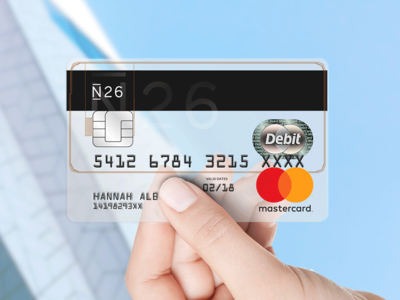
Bankovní karta N26

Největším rozdílem v poskytování služeb oproti ostatním bankám je, že nemá žádné kamenné pobočky a vše probíhá prostřednictvím mobilního bankovnictví. Přes telefon je možné zřízení účtu, řízení transakcí, nastavení účtu a platební karty a podobně. Mobilní aplikaci lze používat v operačním systému Android a iOS. V případě ztráty platební karty je možné ji okamžitě zablokovat přes aplikaci bez nutnosti kontaktování zaměstnanců banky. Platební karta je od společnosti MasterCard a 1 kus je k účtu zdarma. V balíčku zdarma je také 5 výběrů z jakéhokoliv bankomatu v Evropě, více než 5 výběrů je zpoplatněných a výše poplatku se liší od výšky objemu výběru peněz. V případě platby bankovní karty jsou všechny transakce zdarma.

## N26 v Česku
Účet u N26 si můžete otevřít i pokud bydlíte v České republice. Ne však oficiální cestou. Jde o to, že N26 nedoručuje karty do České republiky. Můžete si však nechat kartu zaslat do některé z podporovaných zemí např. ke známému, nebo pokud budete nějakou dobu v jedné z těchto zemí.

## Zajímavosti
- Prosinec 2016 - Vincent Haupert výzkumný pracovník na univerzitě Erlangen-Nuremberg ukázal na mezery v bezpečnosti N26, kde by při jejich využití získal přístup k účtům uživatelů.
- Podle oficiálního webu banky je možné založit účet online za méně než 8 minut.